# Varia di Palmi

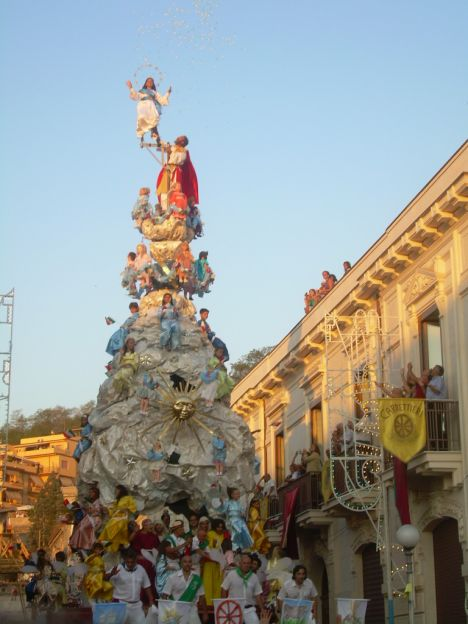
Die Varia di Palmi 2008

Die Varia di Palmi ist ein frommer Brauch der Katholiken in der süditalienischen Stadt Palmi, der alle paar Jahre am letzten Sonntag im August begangen wird. Das Fest mit Prozession findet zu Ehren der Jungfrau Maria, der Jungfrau vom heiligen Brief statt, die Schutzpatronin der Stadt ist. Es ist wohl das bedeutendste Ereignis in der Region Kalabrien.
Bei der Varia handelt es sich um eine riesige, tischförmige Konstruktion, die das Universum und die Aufnahme Mariens in den Himmel darstellen soll. Der Aufbau hat eine Höhe von 16 Metern und wird auf den Schultern von 200 Trägern („Mbuttaturi“) getragen. Auf ihm befinden sich Figuren, die die Jungfrau Maria, Christus, die Apostel und die Engel darstellen. Auch werden in der Prozession mehrere Reliquien der Mutter Gottes mitgetragen.

## Ursprung
Der Brauch stammt aus dem Jahr 1582, als der Senat der Stadt Messina der Stadt Palmi die Reliquie eines Haares der Jungfrau Maria übergab, um seine Dankbarkeit für die Hilfe der Stadt Palmi während einer dreißigjährigen Pestepidemie zum Ausdruck zu bringen. Viele Bürger waren nach Palmi geflohen und wurden dort aufgenommen. Die Haarreliquie der Jungfrau Maria hatte sich angeblich seit dem Jahre 42 in Messina auf Sizilien befunden, zusammen mit einem Brief, der ebenfalls der Jungfrau Maria zugeschrieben wird. Auf diese Weise kam die Verehrung der Jungfrau vom heiligen Brief von Messina nach Palmi. In den Jahren, in denen die Varia di Palmi nicht begangen wird, wird der letzte Sonntag im August als Gedenktag der Jungfrau vom heiligen Brief gefeiert.

## Rezeption
Seit 1900 hat das Fest mehrere Preise gewonnen, erschien auf dem Titelbild der Zeitung La Domenica del Corriere  und wird von mehreren italienischen Fernsehsendern live übertragen. Außerdem wurde eine Briefmarke mit dem Motiv der Varia herausgegeben.
Varia di Palmi ist eines von vier vergleichbaren Festen, die unter Rete delle grandi macchine a spalla italiane, dem „Netzwerk großer getragener prozessionaler Aufbauten“, zusammengefasst wurden. Diese Feste, neben der Varia noch Macchina di Santa Rosa in Viterbo, Gigli di Nola in Nola und Faradda di li Candareri in Sassari, wurden 2013 gemeinsam in die UNESCO-Liste des immateriellen Kulturerbes der Menschheit aufgenommen.

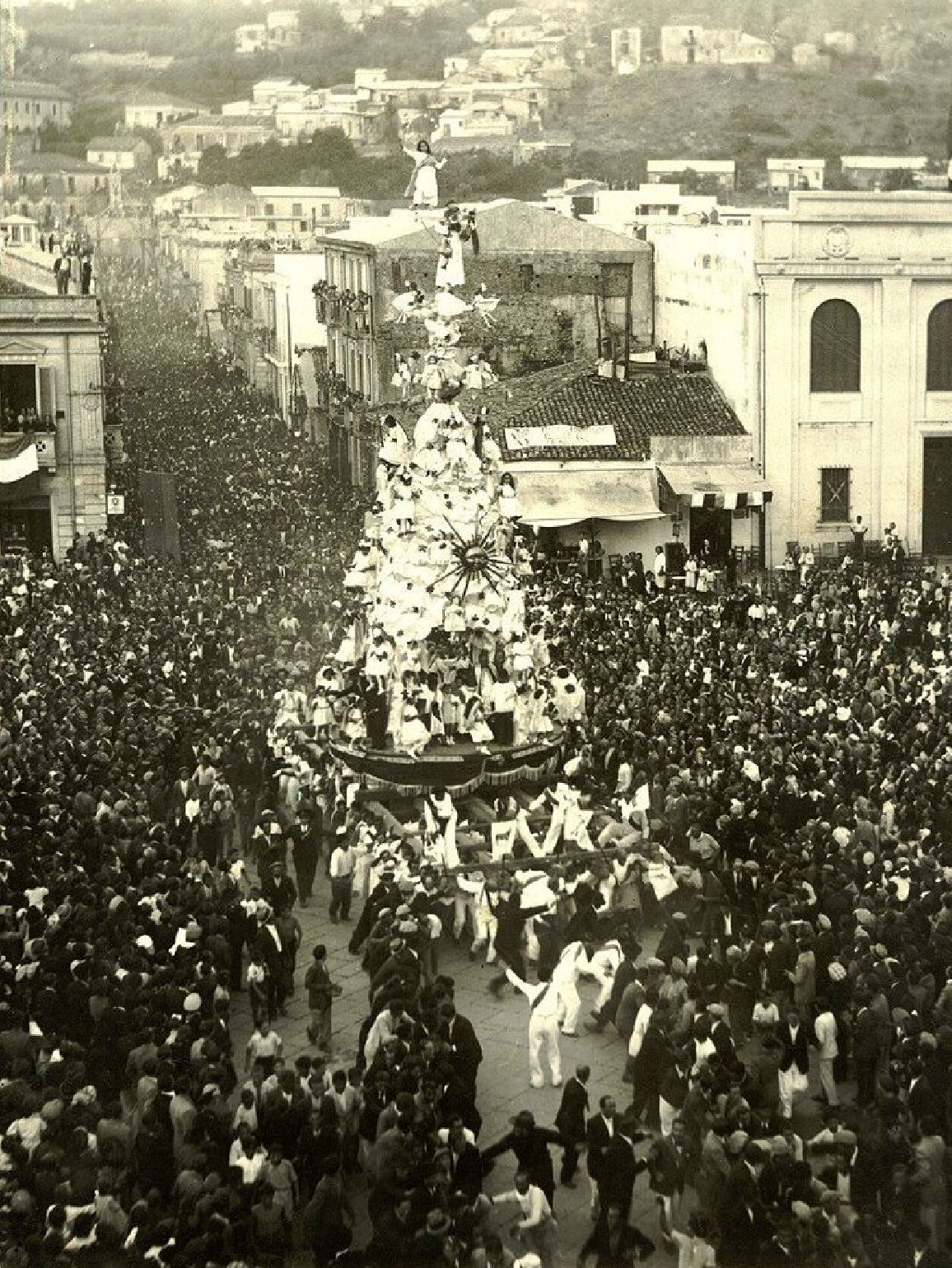
Varia di Palmi 1938
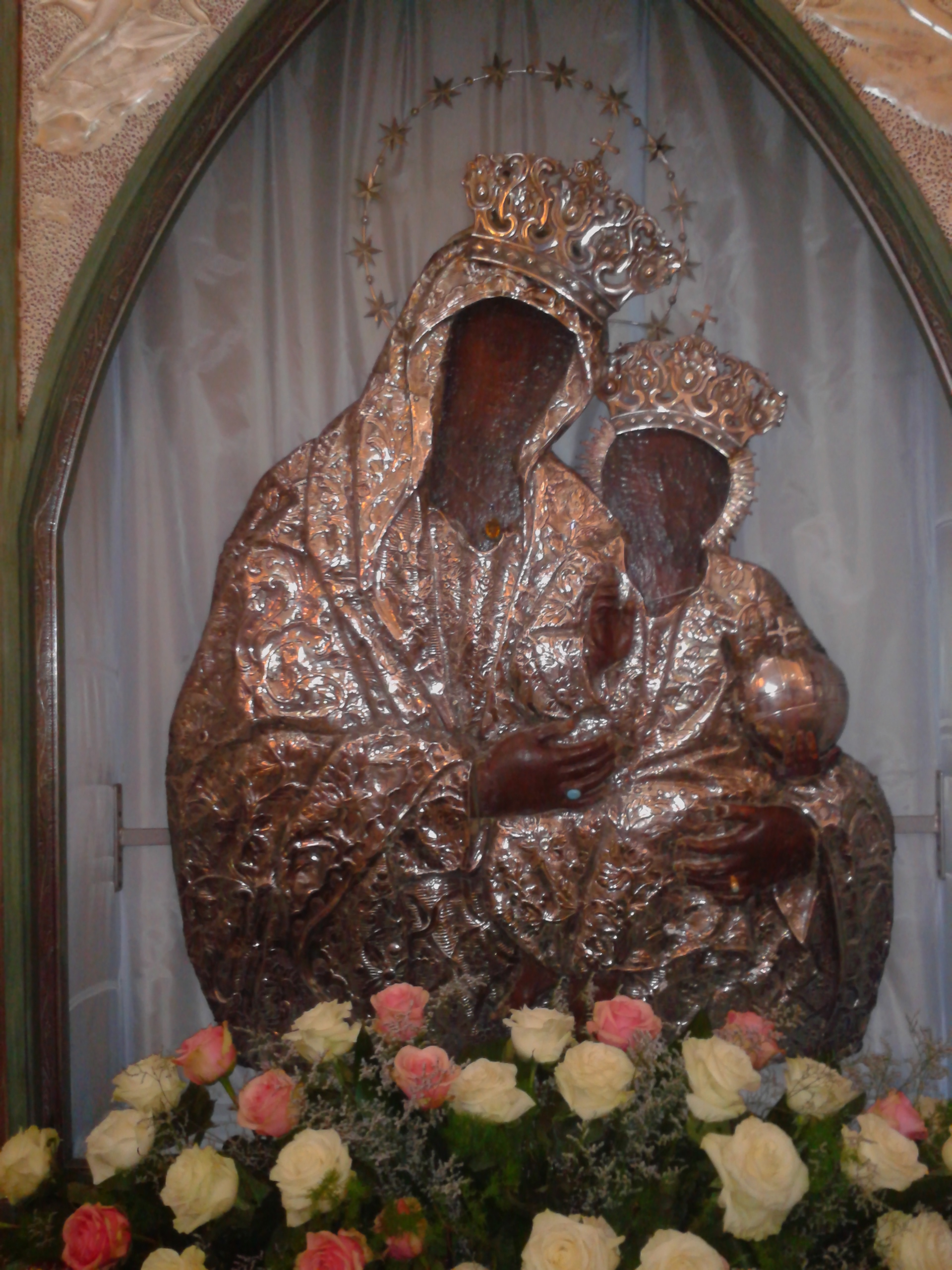
Ikone der Jungfrau vom heiligen Brief
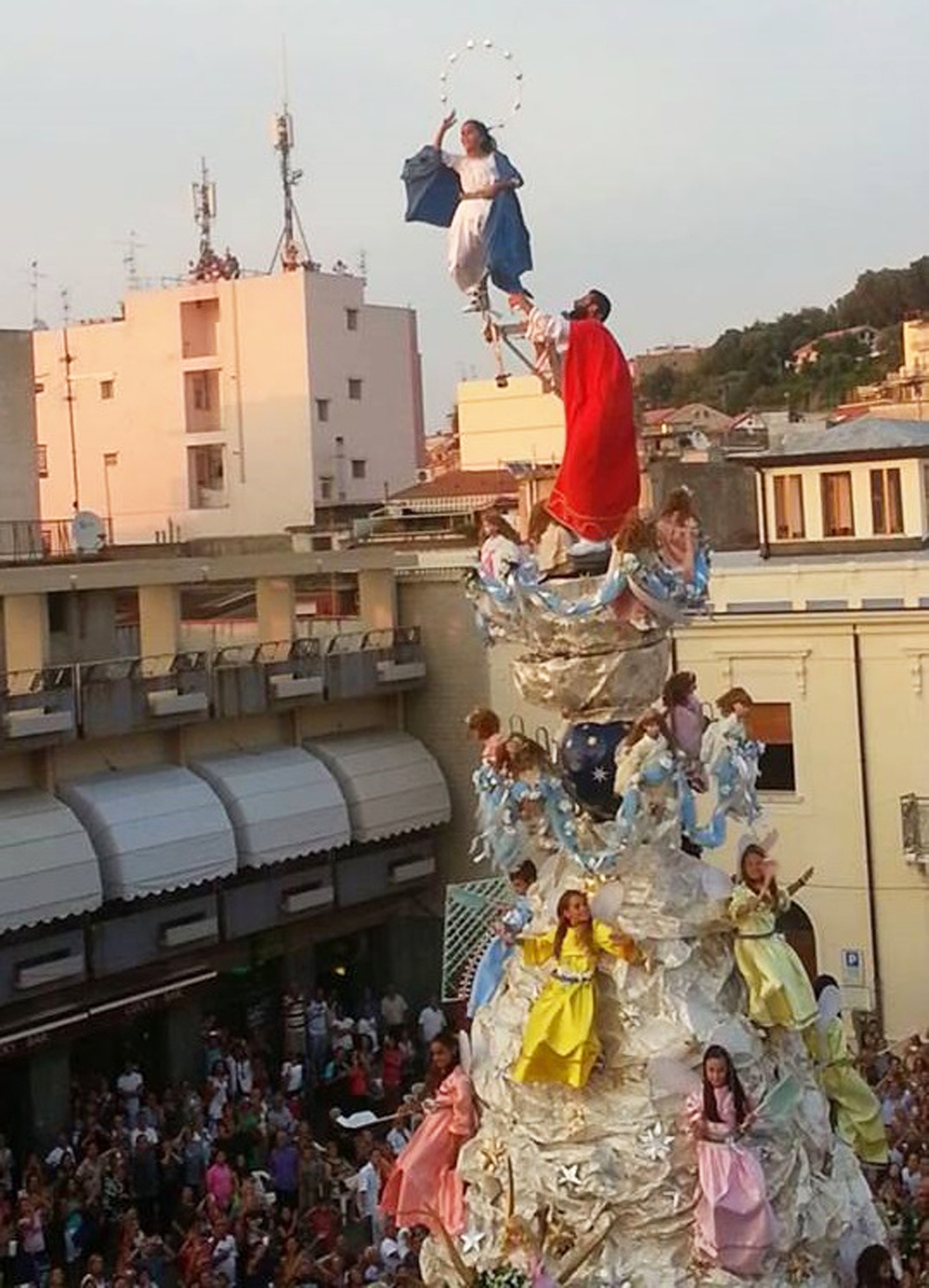
Varia di Palmi 2013
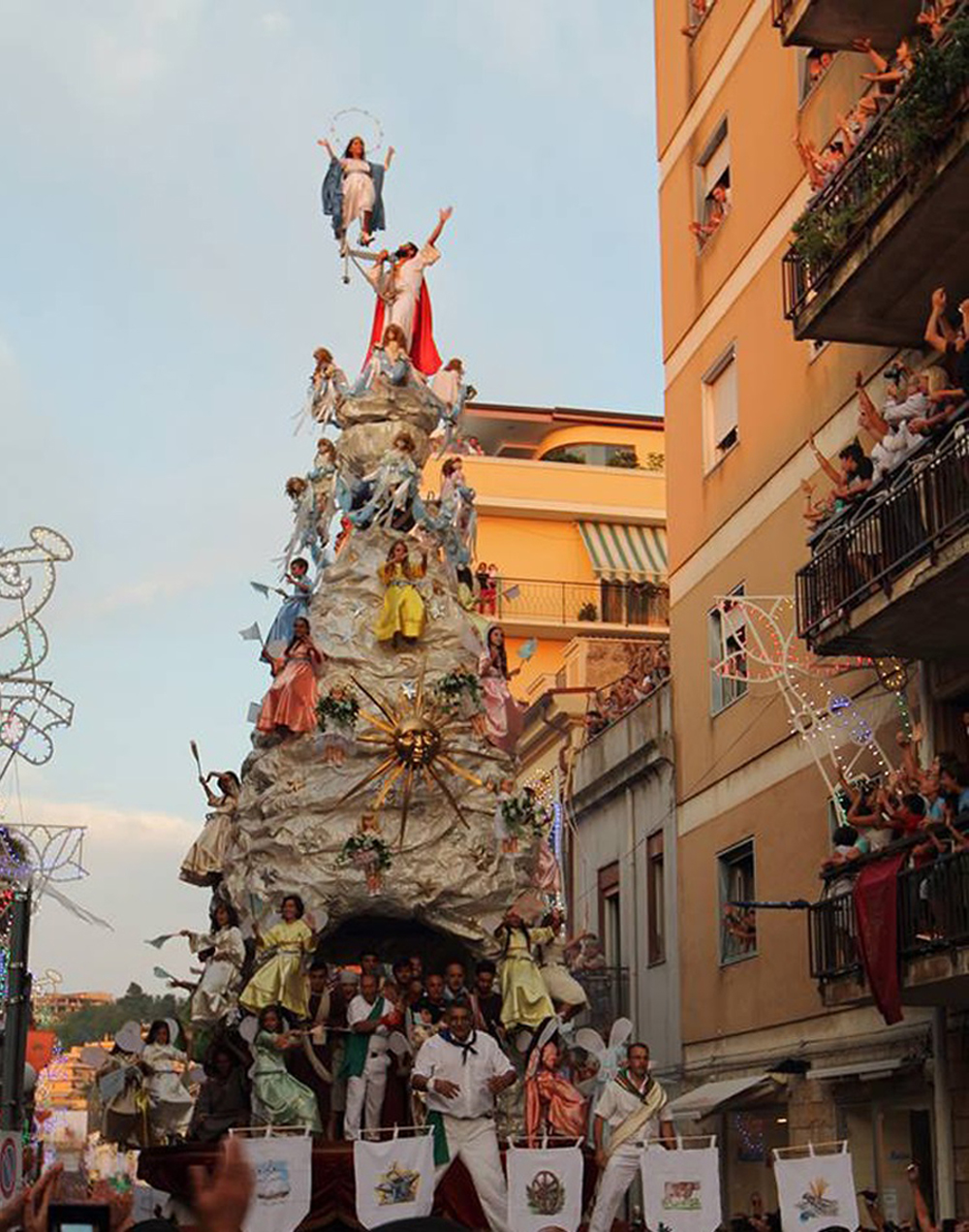
Varia di Palmi 2013
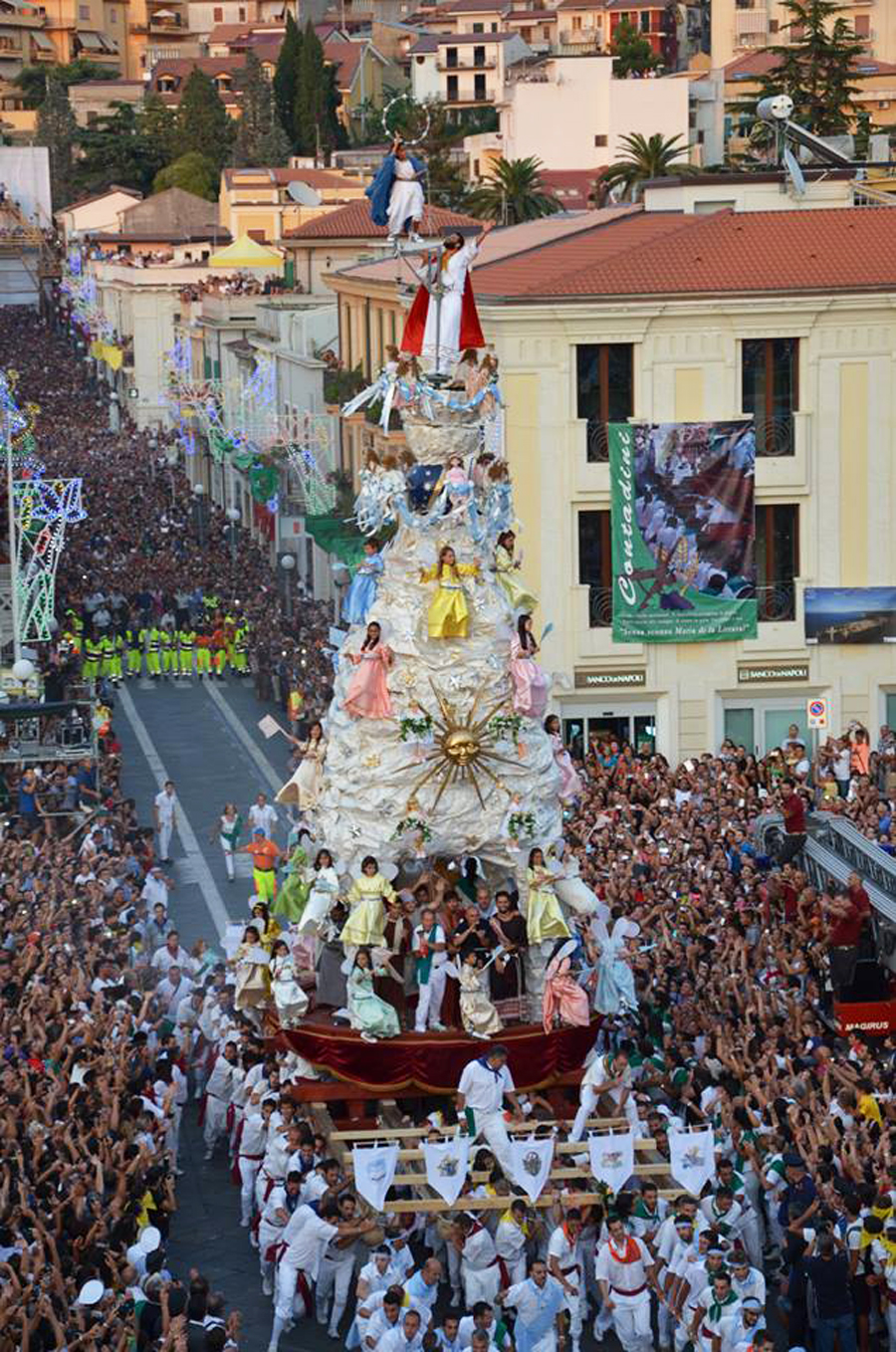
Varia di Palmi 2013